# Мішані та склерофільні ліси Егеї та Західної Туреччини
Мішані та склерофільні ліси Егеї та Західної Туреччини (ідентифікатор WWF: PA1201) — палеарктичний екорегіон середземноморських лісів та чагарників, розташований на півдні Балканського півострова, на заході Анатолії та на островах Егейського моря.

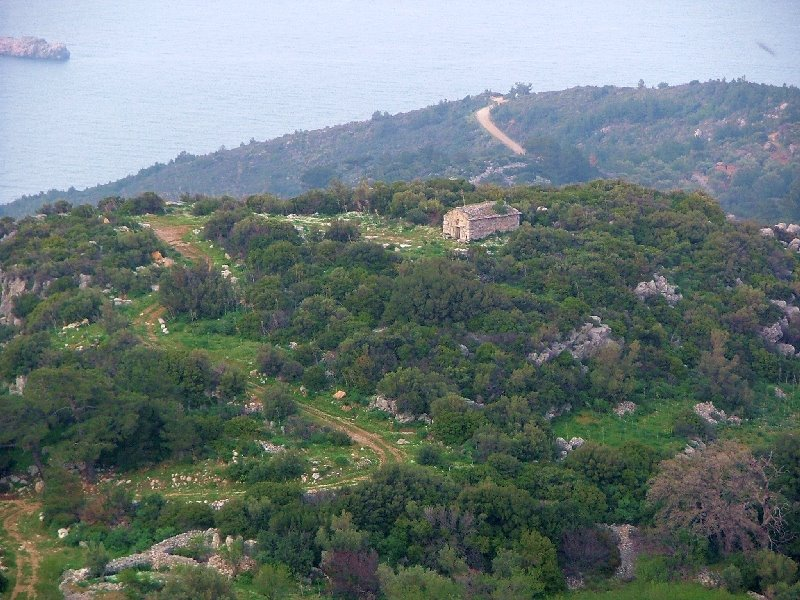
Ландшафт північної частини острова Хіос

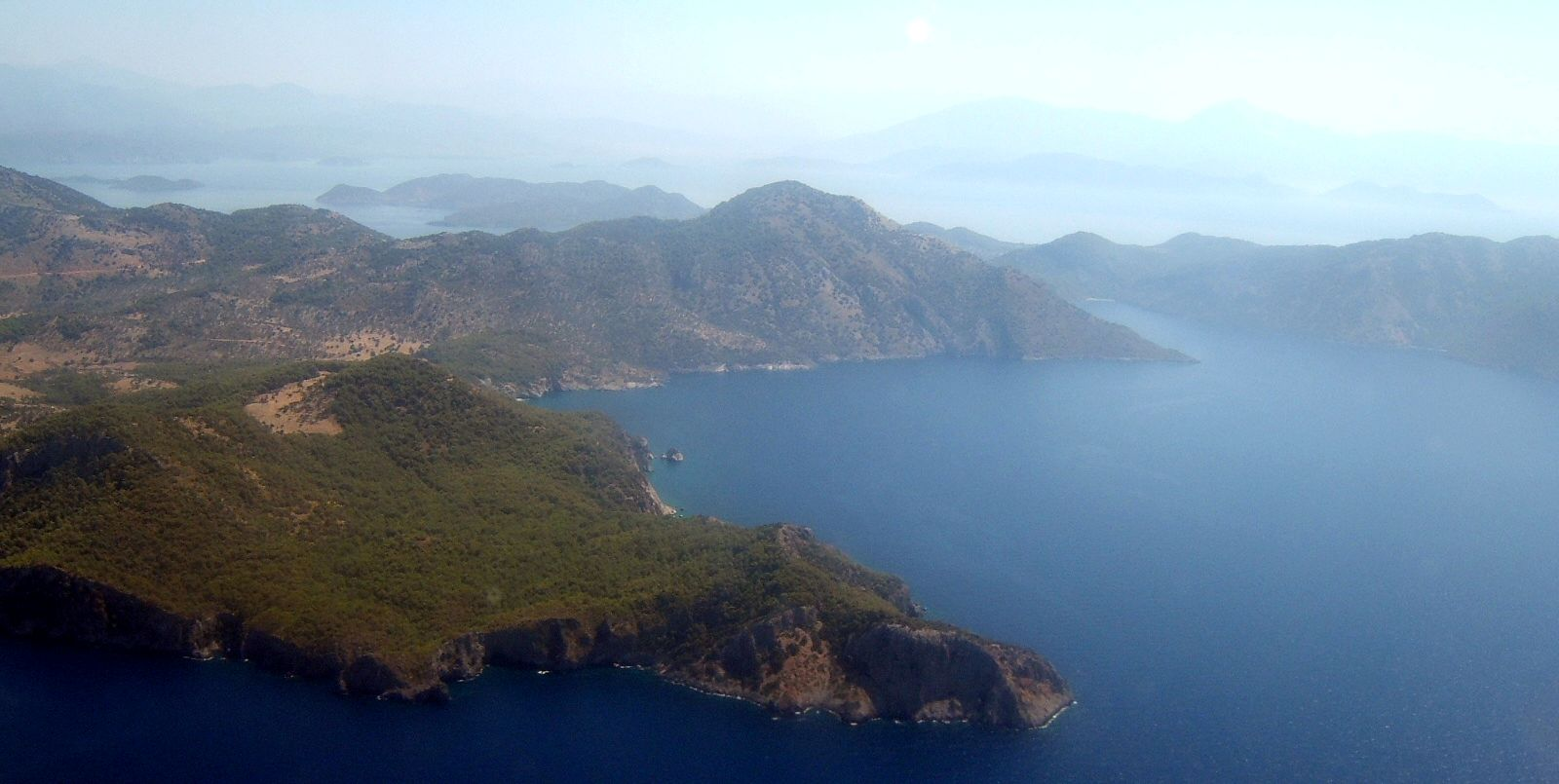
Узбережжя Туреччини поблизу міста Даламан

## Географія
Екорегіон мішаних та склерофільних лісів Егеї та Західної Туреччини розташований на територіях навколо Егейського моря і складається з двох частин: європейської та азійської. 
Азійська частина регіону охоплює східне узбережжя Егейського моря, від півострова Біга на півночі (також відомого під давньою назвою Троада) вздовж усього західного узбережжя Анатолії до півострова Теке в районі Кумлуджи, в регіоні давньої Лікії на півдні. Невелика смуга суходолу, що тягнеться вздовж північно-східного узбережжя Мармурового моря, на схід до Ізмітської затоки, також є частиною цього екорегіону. 
Європейська частина регіону простягається від півострова Галліполі у південно-західній Фракії через грецьку Македонію, Фессалію і Беотію до Евбеї, Аттики та півострова Пелопоннес (за винятком деяких гірських районів у центральній частині півострова), а також до Західної Греції, на північ до Амбракійської затоки. Усі Іонічні та Егейські острови, за винятком Криту, також є частиною цього екорегіону. Регіон також включає південну частину долини Вардару у Північній Македонії та крайній південно-західний кут Болгарії у Благоєвградській області.
У той час як східна частина екорегіону складається переважно з низовин і рівнин, його західна частина більш гориста. Вона включає в себе гори Тайгет, Парнон, Ароанія та Кіліні на Пелопоннесі, а також гори Олімп і Отріс у Центральній Греції. Північна частина регіону (від затоки Термаїкос до Чанаккале) представляє собою тонку смугу рівнин, обмежених на півночі Родопськими горами.
Гори Західної Анатолії простягаються зі сходу на захід і представляють собою систему горстів і грабенів. Такі річки, як Бакир, Гедіз, Малий Мендерес та Великий Мендерес, формують в регіоні систему глибоких долин. Ця система, що сформувалася між третинним періодом і початком голоцену, є основною геоморфологічною особливістю цього регіону. Центральна Греція та Пелопоннес мають нерівний, розчленований рельєф з багатьма мисами та островами. В північній частині екорегіону протікають такі річки, як Мариця, Места, Струма і Вардар, а в західній частині — Аліакмон і Піньйос. Основними материнськими гірськими породами екорегіону є метаморфічні сланці, вапняки, ультраосновні та інші магматичні гірські породи.

## Клімат
В межах екорегіону панує середземноморський клімат, який характеризується сухим літом та дощовою зимою. У північній частині регіону літо більш вологе, а зима більш суха, ніж в південній частині. Середньорічна кількість опадів коливається від 600 до 1350 мм.

## Флора
Егейський фітогеографічний регіон знаходиться в центрі східно-середземноморської рослинної зони. Проте протягом різних геологічних періодів на цю територію проникали елементи інших фітогеографічних регіонів — Ірано-Туранського, Центральноєвропейського, Західноєвропейського, Західносередземноморського та Південносередземноморського. Греція та Західна Туреччина були сполучені в епоху пліоцену, але пізніше тектонічні процеси призвели до їх роз'єднання. Рослинність цих регіонів досі є схожою. Хоча острови Егейського моря не вирізняються флористичним різноманіттям, дослідження їхньої рослинності може дати цінні дані щодо еволюційних закономірностей по обидва боки Егейського моря.
Переважаючими рослинними угрупованнями регіону є маквіс, невисокі чагарники та соснові ліси.
Високі чагарникові зарості маквісу складаються з невисоких вічнозелених дерев, дерев'янистих кущів та трав'янистих рослин. Зокрема, в маквісі зустрічаються сірі суничники (Arbutus unedo), червоні суничники (Arbutus andrachne), благородні лаври (Laurus nobilis), європейські маслини (Olea europaea), ріжкові дерева (Ceratonia siliqua), деревоподібні еріки (Erica arborea) та іспанський мітлистий дрок (Spartium junceum). Маквіс також включає різноманітні види ароматичних рослин, передусім з родини глухокропивових (Lamiaceae). 
Невисокі чагарникові зарості, відомі як фригана, характеризуються невисокими ароматичними кущами і травами, зокрема колючим молочаєм (Euphorbia acanthothamnos), конусовидним чебрецем (Thymus capitatus), різними видами м'яточника (Ballota spp.), чисту (Cistus spp.), цмину (Helichrysum spp.), залізняка (Phlomis spp.) та шавлії (Salvia spp.). Фригана поширена на вапнякових ґрунтах, а також у районах, де часто трапляються пожежі та які зазнають сильного перевипасу.
В екорегіоні широко поширені соснові ліси. В Анатолії в них переважають турецькі сосни (Pinus brutia). На півдні екорегіону вони зустрічаються на висоті до 300-400 м над рівнем моря, а на півночі — на висоті до 700-800 м над рівнем моря. В Центральній Греції та на Пелопоннесі переважають алепські сосни (Pinus halepensis). На закріплених прибережних дюнах Пелопоннесу також зустрічаються ліси італійської сосни (Pinus pinea).
В деяких місцевостях замість соснових лісів зустрічаються дубові ліси, основу яких складають кермесові дуби (Quercus coccifera). З цими лісами асоціюються такі рослини, як колючий аспалатос (Calicotome villosa), звичайне держидерево (Paliurus spina-christi) та деревоподібна еріка (Erica arborea). Кермесові дуби (Quercus coccifera) і кам'яні дуби (Quercus ilex) також часто зустрічаються в маквісі.
В різних частинах екорегіону різняться види рослин, що становлять основу маквісу. У Західній і Південно-Західній Туреччині, на південь від Ізміру, основу маквісу складають оливкові дерева (Olea europaea) та ріжкові дерева (Ceratonia siliqua). На узбережжі Анатолії основу маквісу часто становлять алепські дуби (Quercus infectoria) разом з іншими породами дубів. На горі Самсун-Даги зустрічається рідкісний тип маквісу, основу якого становлять червоні суничники (Arbutus andrachne), критські клени (Acer sempervirens) та кам'яні дуби (Quercus ilex). На півострові Датча в провінції Мугла зустрічаються ліси критських фінікових пальм (Phoenix theophrasti).
В екорегіоні росте кілька ендемічних видів рослин. Серед них слід згадати східне амброве дерево (Liquidambar orientalis), що зустрічається в заплавах річок на південному заході Анатолії та на острові Родос. Смола цієї рослини раніше використовувалася у парфумерній промисловості та в медицині, а деревина цінувалася як паливо. На островах Родос і Кос, а також в турецьких провінціях Мугла, Анталья і Айдин росте ендемічний вид дубів, відомий як бозпирнал (Quercus aucheri).

## Фауна
Серед широко поширених в екорегіоні ссавців слід згадати дику свиню (Sus scrofa), звичайну лисицю (Vulpes vulpes), звичайного шакала (Canis aureus), вовка (Canis lupus), європейського борсука (Meles meles), сірого зайця (Lepus europaeus), білочеревого їжака (Erinaceus roumanicus), південного їжака (Erinaceus concolor), звичайну вивірку (Sciurus vulgaris), кавказьку вивірку (Sciurus anomalus) та лісову куницю (Martes martes). Також в регіоні зрідка трапляються такі рідкісні хижі тварини, як євразійські рисі (Lynx lynx), лісові коти (Felis sylvestris) та бурі ведмеді (Ursus arctos).
Значна частина популяції таких видів птахів, як бліді берестянки (Iduna pallida), оливкові берестянки (Hippolais olivetorum), кропив'янки Рюпеля (Curruca rueppelli), білолобі сорокопуди (Lanius nubicus), сірі вівсянки (Emberiza cineracea) і сивоголові вівсянки (Emberiza caesia) гніздиться в межах цього екорегіону.
Для чагарникових заростей маквісу характерні такі птахи, як червононогі кеклики (Alectoris rufa), європейські кеклики (Alectoris graeca), кремовогорлі кеклики (Alectoris chukar), червоноволі кропив'янки (Sylvia cantillans), кропив'янки Рюпеля (Curruca rueppelli), городні вівсянки (Emberiza cirlus), гірські вівсянки (Emberiza cia) та чорноголові вівсянки (Emberiza melanocephala).
В лісах турецької сосни зустрічаються рудоволі повзики (Sitta krueperi), поширені лише в Туреччині, на Кавказі та на острові Лесбос. Також в соснових лісах зустрічаються такі широко поширені в Європі види птахів, як волові очки (Troglodytes troglodytes), чорні дрозди (Turdus merula), вівчарики-ковалики (Phylloscopus collybita), чорні синиці (Periparus ater), блакитні синиці (Cyanistes caeruleus), великі синиці (Parus major), короткопалі підкоришники (Certhia brachydactyla), звичайні сойки (Garrulus glandarius) та звичайні зяблики (Fringilla coelebs). В лісах східних амбрових дерев зустрічаються західні соловейки (Luscinia megarhyncos), бліді берестянки (Iduna pallida) та середземноморські очеретянки (Cettia cetti).

## Збереження
Оцінка 2017 року показала, що 23 189 км², або 18 % екорегіону, є заповідними територіями. Природоохоронні території включають: Національний парк Ета, Національний парк Парнас, Національний парк Парніта та Національний парк Суніон в Греції, а також Національний парк півострова Ділек і дельти річки Великий Мендерес, Національний парк Мармаріс, Національний парк Спіл-Даги та Спеціальну природоохоронну зону Кьойчегіз-Дальян в Туреччині.